# MARK IS 福岡ももち

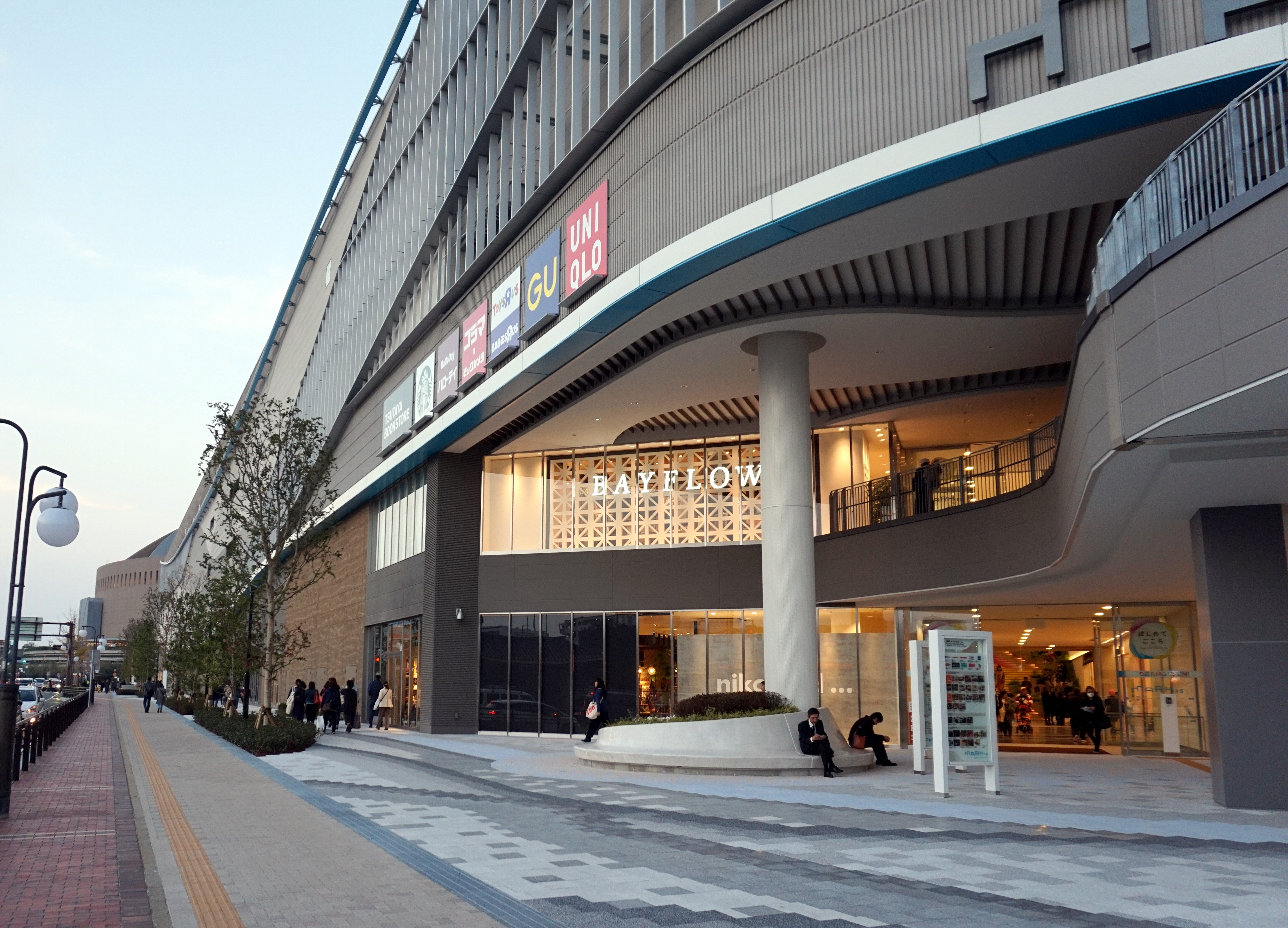
当施設の南西側入口付近（左奥に福岡PayPayドームが見える）

- MARK IS > MARK IS 福岡ももち
- シーサイドももち > MARK IS 福岡ももち

MARK IS 福岡ももち（マークイズふくおかももち）は、福岡県福岡市中央区地行浜に所在する三菱地所の大型商業施設。

## 概要
三菱地所グループが展開する商業施設基幹ブランド「MARK IS」の3号店で、2018年（平成30年）11月21日にグランドオープンを迎えた。みずほPayPayドーム福岡に隣接し、シーサイドももち地区に属する。旧ホークスタウンモール再開発として、ザ・パークハウス福岡タワーズと共に建設された。
コンセプトは「モモチゴコチ 〜まいにちも、とっておきも。〜」。“海辺の丘のまち”をイメージして造られた。
営業用フロアは地上4階構成で、商業用施設面積は約48,000m2となっている。福岡市西部地区ではイオンモール福岡伊都を抜き、最大規模の商業施設である。
建物も三菱地所の所有であったが、2024年3月、同社グループの日本オープンエンド不動産投資法人と筑前インベストメントに売却された。
2024年8月23日から9月にかけて、開業以来最大級のリニューアルを行った。2階にアウトレット店が10店舗オープンし、アウトレットエリアの様相となった。2024年8月に閉館したアウトレットモール「マリノアシティ福岡」からも複数店舗が移転した。

## 施設・店舗の特徴
みずほPayPayドーム福岡に併設されていたホークスタウンモールの事実上の後身として開業。ホークスタウンモールは野球やイベントの無い日や平日の営業が伸び悩んでいたが、本施設は遠方客だけでなく近隣住民の利用を狙い、スーパーマーケットや日用品の売り場面積の割合を多めにしている。
ドームに隣接する立地上、よかトピア通りの地行3丁目交差点と地行浜2丁目交差点の横断歩道橋から直結するデッキを備えており、ドームの球場入口フロアまでの歩行者動線の誘導が考えられている。なお店内ルートを除いて基本的にデッキに屋根はない。
店舗フロアは、東側の別棟にニトリ（1 - 2階）が出店。本棟にハローデイとユニクロ（1階）、TSUTAYA BOOKSTOREとZepp Fukuoka（2階・2018年12月7日オープン）、トイザらス・ベビーザらス、GUとフードコート（3階）、コジマ×ビックカメラとユナイテッド・シネマ（4階）がある。ホークスタウンモール時代の施設からはトイザらスやZepp Fukuokaなどが再出店となり、Zeppにとっては2年7ヶ月ぶりの「復活」となる。Zepp Fukuokaの真向かいには、CROSS FMのサテライトスタジオ「サウンドピュアディオスタジオ（2023年11月まで）」→「グームホテル スタジオ（2024年2月より）」がある。
施設の特徴としては、各階に休憩スペースを設け、本棟南西エントランスに「おおかいだん」を設置し、2 - 3 階の吹き抜けと併せ開放的なスペースとしている。また3階にキッズスペース（トイザらス隣）がある。
2階のインフォメーションコーナーにはAI（人工知能）を使った案内システム「Infobot」が設置されており、端末の画面に話しかけるとAIが情報を選んで音声と画像で案内してくれる。また、店舗が最新情報を随時発信できる投稿システムと連動しており、日本初のサービスとなっている。さらに、情報を組み込んだ特殊な照明光にスマートフォンのカメラをかざすだけで特定のインターネットサイトを案内する「光ID」も常設での導入は日本初となっている。他にもフランス製の運搬ロボットも配備されており、日本での使用は初。最大300kg積載し、センサーで前を歩く人を追尾しながら動く。清掃ロボットも導入されており、1時間当たりの床清掃面積は人の作業と比べて5倍にもなる。

### フロア構成
各フロアの出店店舗一覧・詳細情報は公式サイト「フロアガイド」を、営業時間については公式サイト「営業時間のご案内」をそれぞれ参照のこと。
- RF：わいわいひろば
- 4F:エンターテイメント
- 3F：ファミリー&キッズ・レストラン（ももキチ～ももちキッチン～、ももステ～ももちステージ～、あそびばももち）
- 2F：デイリーカジュアル（MARK ISデッキ）
- 1F：ファッション・ライフスタイル（エントランス、おおかいだん）

## その他
- 本施設併設駐車場においては、みずほPayPayドーム福岡でのプロ野球やコンサート等のイベントに際し、ドーム利用者による駐車を抑止するために「特別料金」を設定している[9]。具体的には、MARK IS 福岡ももちの指定する日（概ねみずほPayPayドーム福岡でのイベント開催日）には、全ての駐車場利用者に対し、指定時間帯（概ねイベント開始から60分以降150分までの間）に「特別料金解除手続き」（MARK IS 福岡ももちでの買い物時にレジにて解除手続きをする、もしくは館内の「特別料金解除認証機」にて手続きを行う。Zepp Fukuokaの場合は場内のスタッフに駐車券を提示することで手続きが行える）をしない限り、指定時間帯を過ぎての駐車料金に7000円が上乗せされるというものである。同様のシステムはららぽーと甲子園やイオンモールナゴヤドーム前、EXPOCITY、ショッピングシティ 有明ガーデンなどでも導入されている。